# Пириул-Рече
Пириул-Рече (рум. Pârâul Rece) — село у повіті Брашов в Румунії. Адміністративно підпорядковане місту Предял.
Село розташоване на відстані 128 км на північ від Бухареста, 17 км на південний захід від Брашова.

## Населення
За даними перепису населення 2011 року у селі проживали 18 осіб.